# Cindy Lima García
Cindy Orquídea Lima García, més coneguda com Cindy Lima, (Barcelona, 21 de juny de 1981) és una exjugadora de bàsquet i comentarista esportiva catalana.
Va començar a jugar al Col·legi Immaculada Concepció d'Horta, incorporant-se posteriorment a l'equip de formació Segle XXI. La temporada 1998-99 va debutar professional amb el CBF Universitari de Barcelona. Al llarg de la seva carrera esportiva, va jugar en quinze equips de nou països diferents, CAB Madeira, guanyant una Lliga portuguesa (2000-01), Celta de Vigo, aconseguint tres Copes de Galícia (2002-04), Mann Filter, San José León, TT Riga (Letònia), KV Imperial (Xipre), Ciudad Ros Casares, proclamant-se campiona de Lliga la temporada 2008-09, Aix en Provence, Tarsus Beledeyesi (Turquía), Uni Gyor (Hongria), CB Conquero. Al-Gezira (Egipte), SBS Ostrava (República Txeca) i Tarbes (França). Internacional amb la selecció espanyola de bàsquet en categories inferiors, va ser campiona d'Europa júnior el 1998. Amb l'absoluta va ser internacional en 120 ocasions entre 2004 i 2014, aconseguint una medalla de bronze al Campionat del Món (2010) i proclamant-se campiona d'Europa (2013). També va participar en els Jocs Olímpics de Beijing 2008, finalitzant en la cinquena posició. Va retirar-se de la competició el 2015.
Posteriorment, ha treballat com a actriu de teatre i comentarista esportiva de partits de basquetbol femení a Televisió de Catalunya.

## Palmarès
Clubs
- 1 Lliga espanyola de bàsquet femenina (2008-09)
- 1 Lliga portuguesa de bàsquet femenina (2000-01)
- 3 Copes Galícia de bàsquet femenina (2001-02, 2002-03, 2003-04)

Selecció espanyola
- 1 medalla de bronze als Campionats del Món de bàsquet femení (2010)
- 1 medalla d'or als Campionats d'Europa de bàsquet femení (2013)
- 1 medalla d'argent als Campionats d'Europa de bàsquet femení (2007)
- 1 medalla de bronze als Campionats d'Europa de bàsquet femení (2009)